# Canal Macau
Canal Macau (em chinês:  澳視葡文) é uma rede de televisão comercial aberta chinesa sediada em Macau. Foi fundada em 17 de setembro de 1990, sob a administração da Teledifusão de Macau, atendendo a população de Macau que não fala as línguas regionais. A rede exibe conteúdo próprio em duas línguas (português e inglês) em sua programação, totalizando cerca de 90 horas semanais, com ênfase no jornalismo local. O sinal da RTP Internacional também é retransmitido no Canal Macau, e visando promover o intercâmbio de programas televisivos entre Portugal e Macau a rede produz conteúdos para os canais internacionais da RTP.

## História
A televisão chegou a Macau nos anos 1980 com a fundação da Teledifusão de Macau (TDM) em 1983, substituindo a extinta Emissora de Radiodifusão de Macau (ERM). As transmissões televisivas começaram em 1984. Inicialmente, havia um canal compartilhado, com programação em chinês e português em horários distintos, até o mês de setembro de 1990, quando foram criados dois canais separados: TDM Ou Mun (em chinês) e Canal Macau (em português). Desde 2003, o Canal Macau integra serviços em inglês em sua programação. Em setembro de 2007, a Rede Globo firmou um contrato com a TDM para a exibição de telenovelas e minisséries brasileiras no Canal Macau, com validade de cinco anos. Em 11 de julho de 2016, o Canal Macau deu início às transmissões em alta definição (1080i).

## Programação
O canal transmite uma variedade de programas culturais, desportivos, filmes, telenovelas e documentários. Além disso, exibe semanalmente programas informativos de produção própria em português e inglês, como:
- TDM Desporto — programa semanal de 60 minutos, em português, sobre a atualidade desportiva de Macau, com resumos das principais ligas de futebol europeias e outros eventos esportivos globais.[7]
- TDM Entrevista — programa semanal de 30 minutos, em português, que entrevista uma personalidade de Macau ou visitante da cidade.[7]
- TDM Talk Show — programa semanal de 30 minutos, em português, que entrevista uma personalidade de Macau ou visitante da cidade.[7]
- Contraponto — programa semanal de 60 minutos, em português, dedicado ao debate da atualidade de Macau, China e do mundo, com a participação de um painel de comentadores.[8]
- Telejornal — programa diário de 30 minutos, em português, que aborda a atualidade de Macau, da região Ásia-Pacífico e global, além de temas de esporte e cultura.[9]
- TDM News — programa diário de 30 minutos, em inglês, sobre a atualidade de Macau, Ásia-Pacífico e o mundo, com foco em esporte e cultura, voltado para as comunidades que não falam as línguas oficiais de Macau.[7]

Em determinados horários, o Canal Macau também exibe telenovelas brasileiras da TV Globo Internacional. O jornalismo da rede dá prioridade à atualidade local, seguida por notícias da região e do mundo, e, eventualmente, por informações sobre Portugal. O Canal Macau foca na atualidade de Macau, não desenvolvendo programas fora desse âmbito. A rede transmite conteúdo próprio por cerca de 90 horas semanais, com horários distintos de segunda a sábado e aos domingos. O restante da programação é ocupado pela retransmissão da RTP Internacional, correspondendo a aproximadamente 16 horas diárias.